# Гимн Словении
Гимн Словении с 1989 года представляет собой седьмую строфу стихотворения Франце Прешерна (1800—1849) «Zdravljica» (произносится как Здравлица), 1844). Музыка гимна принадлежит Станко Премрлу (1880—1965).
Стихотворение Прешерна было запрещено австрийской цензурой за пропаганду славянского единства. Оно относится к так называемой фигурной поэзии — каждая строфа графически напоминает бокал.
С 1918 по 1989 годы гимном Словении была Naprej zastava slave.

## Текст
| Оригинал 1. Prijatlji, obrodile so trte vince nam sladkó, ki nam oživlja žile, srcé razjásni in oko, ki utopi vse skrbi, v potrtih prsih up budi! 2. Komú narpred veselo zdravljico, bratje! č'mò zapet'! Bog našo nam deželo, Bog živi ves slovenski svet, brate vse, kar nas je sinóv slovenske matere! 3. V sovražnike 'z oblakov rodu naj naš'ga treši gróm; prost, ko je bil očakov, naprej naj bo Slovencov dom; naj zdrobé njih roké si spone, ki jih še težé! 4. Edinost, sreča, sprava k nam naj nazaj se vrnejo; otrók, kar ima Slava, vsi naj si v róke sežejo, de oblast in z njo čast, ko préd, spet naša boste last! 5. Bog žívi vas Slovenke, prelepe, žlahtne rožice; ni take je mladenke, ko naše je krvi dekle; naj sinóv zarod nov iz vas bo strah sovražnikov! 6. Mladenči, zdaj se pije zdravljica vaša, vi naš up; ljubezni domačije noben naj vam ne usmŕti strup; ker zdaj vás kakor nas, jo sŕčno bránit' kliče čas! 7. Živé naj vsi naródi, ki hrepené dočakat' dan, da koder sonce hodi, prepir iz svéta bo pregnan, ko rojak prost bo vsak, ne vrag, le sosed bo mejak! 8. Nazadnje še, prijatlji, kozarce zase vzdignimo, ki smo zato se zbrat’li, ker dobro v srcu mislimo; dókaj dni naj živí vsak, kar nas dobrih je ljudi! 9. Ljubezni sladke spone naj vežejo vas na naš rod, v njim sklépajte zakone, de nikdar več naprej od tod hčer sinov zarod nov ne bo pajdaš sovražnikov! Bog naj vse, kar nas je, živi tovarše združene! | Перевод на русский Владимира Кормана 1. Друзья! Возьмём бокалы. Пускай в нас бодрость льёт лоза, чтоб в жилах кровь взыграла и ярче вспыхнули глаза. На века прочь, тоска, и будь надежда в нас крепка. 2. Кого почтим сначала? О чём у нас душа поёт? Не небо ль охраняло наш милый край и весь народ? Сыновей, дочерей родных словенских матерей! 3. И пусть удары молний врагов разят из грозных туч, чтоб нам жилось привольней и край славянский был могуч! Пусть живут люди тут вовек не зная рабских пут! 4. Пусть в мир, где нет тиранства войдём мы все, и сын, и внук! Счастливое славянство сойдётся в общий дружный круг. А чужим их режим вводить у нас не разрешим! 5. Храни вас бог, славянки! Красуйтесь ярче, чем цветы. Не сыщешь в иностранке столь милой сердцу красоты. Пусть крепки как штыки, растут в семье у вас сынки. 6. И снова, влага, брызни! Поднимем тост за молодёжь. Пусть в вас любовь к отчизне не вытравляют яд и ложь. Грозный год вновь грядёт, и поднимет нас в поход. 7. Да здравствуют народы, все нации любой земли, чтоб все друзья свободы навек к согласию пришли, чтоб без бед жил весь свет и добрым другом стал сосед. 8. А прежде, чем расстаться, друзья, мы выпьем, наконец, за нас, за наше братство, за доброту людских сердец, Пусть сюда навсегда к нам хлынут славные года! 9. Есть важная причина и милым дочкам дать наказ: пускай вам всем чужбина не обольщает юных глаз — лишь пожар лютых свар грозит от новых янычар. Дай нам бог долгий срок жить на счастье без тревог! |